# Bonne Espérance (série)
Cet article possède un paronyme, voir Bonne-Espérance.
Bonne Espérance (Reap the Whirlwind ou Heritage dans la version internationale) est un feuilleton en treize épisodes de cinquante minutes coproduit par Télécip-TF1 (France) - Reteitalia (Italie) et SABC (Afrique du Sud). 
Adapté d'un livre de Pamela Luanshya Greer (Reap the Whirlwind), le feuilleton, réalisé en 1987, fut diffusé en France une première fois, du 6 novembre au 18 décembre 1989, sur TF1, le lundi soir à 20h35.

## Synopsis
En Afrique du Sud, de 1820 à 1881, la série suit l'histoire sur trois générations de la famille Beauvilliers d'origine française, qui possède un domaine viticole dans la colonie du Cap sur fond de problèmes raciaux et de tensions antagonistes et croissantes entre Boers et Anglais. 
Descendant de huguenots français et propriétaire d'un vaste domaine viticole au Cap, Jacques Beauvilliers a une liaison avec une esclave noire nommée Eva, avec laquelle il a un fils métis, appelé Jean-Jacques, qui devient alors son seul héritier masculin biologique quoiqu'adultérin et auquel il souhaite léguer la jouissance de son domaine viticole. 
Jacques Beauvilliers a par ailleurs 4 filles nées de son épouse légitime : Clara, la fille ainée, qui a assisté sans être vue à la naissance de son demi-frère, voue une haine sans limite envers ce dernier et ne peut pardonner l'infidélité et la trahison de son père envers sa mère. Elle va tout mettre en œuvre pour se débarrasser de ce demi-frère mulâtre. Suzanne, la cadette, est amoureuse d’un Boer qui part se battre contre les Anglais. Prudence est une femme d’affaires indépendante qui va reprendre le domaine viticole et Emily, élevée par Eva après la mort en couche de sa mère, confidente de son demi-frère métis Jean-Jacques, paralysée à la suite d'une longue maladie, essaye d'être le lien entre tous les membres de sa famille.

## Fiche technique
- Producteurs : Paul Kemp (SABC), Jacques Dercourt (Telecip)-TF1-Primetime-TV60-Reteitalia-Elmo de Witt-AV-RTL-CNC-PPI
- Réalisation : Philippe Monnier, Pierre Lary
- Scénario :  Luanshya Greer, Anthony Squire, et Jean-Louis Curtis
- Chanson: Sous les bougainvilliers (Jean-Pierre Lang, Serge Franklin) interprétée par Karen Tungay
- Lieux du tournage : Afrique du Sud (province du Cap, Transvaal)

## Distribution
- Jean-Pierre Bouvier : Jacques Beauvilliers
- Trish Downing : Clara Beauvilliers
- Jocelyn Broderick : Suzanne Beauvilliers
- Agnès Soral : Prudence Beauvilliers
- Sylvia Zerbib : Emily Beauvilliers (fille)
- Constanze Engelbrecht : Emily Beauvilliers (mère)
- Annette Crosbie : Miss Thurtson
- Xavier Deluc : Jack Mardsen
- Tertius Meintjes : Thys Bothma
- Kevin Smith (VIII) : Jean-Jacques
- Meryl Stoltenkamp : Eva, la mère de Jean-Jacques
- Philip Godawa : Lord Marsden
- Peter Elliot : Claudelle
- Karen Tungay : Pauline Westbury
- David Sherwood : M. Westbury
- Marylin van Reenen : Mrs Westbury